# Heilig Hartbeeld (Groesbeek)
Het Heilig Hartbeeld is een standbeeld in de Nederlandse plaats Groesbeek, in de provincie Gelderland.

## Achtergrond
In 1913 werd Dekkerswald geopend, een longkliniek in de bossen tussen Groesbeek en Heilig Landstichting. Ter gelegenheid van het 12½-jarig jubileum in 1926 werd door patiënten en oud-patiënten een Heilig Hartbeeld aangeboden. In de tuin achter het hoofdgebouw werd een vijver in kruisvorm aangelegd, waar aan de kop het beeld werd geplaatst. Het werd gemaakt door beeldhouwer Victor Sprenkels bij het Roermondse atelier Cuypers & Co. Het kunstwerk is een gemeentelijk monument.

## Beschrijving
Het monument bestaat uit een licht gebogen, gemetselde muur, waarvoor centraal een natuurstenen Christus staat. Hij is gekleed in een lang gewaad en staat voor een troon. Hij houdt zijn rechterhand zegenend geheven en rust met zijn linkerhand op de leuning van de troon. Achter het hoofd draagt hij een kruisnimbus en op zijn borst is het Heilig Hart zichtbaar, omwonden door een doornenkroon. In de voet van het beeld staat 

REX MISERI CORDIAE

Het beeld is geplaatst op een bakstenen sokkel, waarop aan de voorzijde een plaquette is aangebracht met de tekst 

H.HART.VAN.JEZUS 
 BRON.VAN.ALLE.VER: 
 TROOSTING.ONT: 
 FERM.U.OVER.ONS